# هيرلين بودول
هيرلين نيكول بوليكاربيو بودول (من مواليد 23 أغسطس 1999) عارضة أزياء كوميدي، ممثلة، حاملة لقب ملكة جمال فلبينية ومضيفة من برنامج الألعاب المتنوعة الفلبيني واووين، اكتسبت شعبية عندما انضمت إلى قسم "حظ ويلي"، قررت ويلي ريفيلام جعلها مضيفة منتظمة لعرضه بسبب موهبتها ونكاتها المضحكة.

## روابط خارجية
- هيرلين بودول على إنستغرام